# Anne-Marie
Anne-Marie Rose Nicholson, més coneguda com a Anne-Marie, (Essex, Anglaterra, 7 d'abril de 1991) és una cantautora anglesa.